# María del Rosario Neira Piñeiro
María del Rosario Neira Piñeiro (Oviedo, 1973) és una escriptora i professora universitària espanyola, guanyadora del Premi Adonáis de Poesia.
Llicenciada en Filologia per la Universitat d'Oviedo, es va doctorar en Filologia Hispànica a la mateixa universitat. Especialitzada en literatura i en guions, ha estat professora a l'Escola de Cinema del Campus de Ponferrada de la Universitat de León, així com en el màster sobre guions de cinema i televisió de la Universitat Carles III de Madrid. Com a investigadora del llenguatge cinematogràfic, a més d'articles en revistes especialitzades i ponències en seminaris, ha publicat Introducción al discurso narrativo fílmico (2003), dins la Col·lecció Perspectives d'Arco/Libro (ISBN 8476355432) i que tracta el llenguatge de ficció al cinema i la seva relació i diferències narratives amb d'altres. Rosario Neira és, a més, poeta. Amb No somos ángeles, va guanyar el Premi Adonáis de poesia el 1996, obra sobre la qual el poeta Claudio Rodríguez va ressaltar l'emoció, imaginació i les sorpreses que oferia l'estil de l'autora. A aquesta han seguit Poemas del tránsito y de la espera (2002), Las tierras que atraviesas y De memorias y pérdidas (2013).